# Siete Cumbres Volcánicas

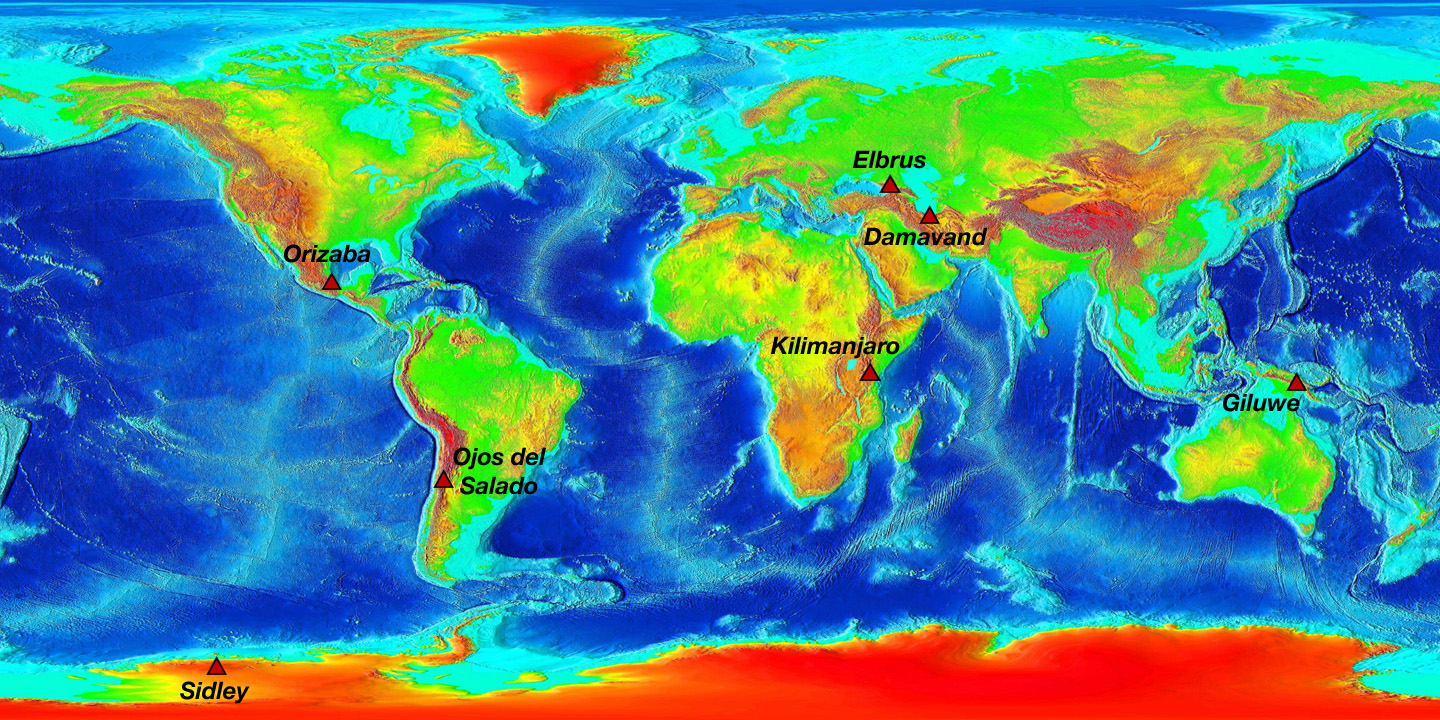
Las “Siete Cumbres Volcánicas” sobre un mapa físico del mundo

Las Siete Cumbres Volcánicas son los volcanes más altos de cada uno de los siete continentes, de forma similar a como las Siete Cumbres son los picos más altos de cada uno de ellos. Dos de las Siete Cumbres Volcánicas también están en la lista de las Siete Cumbres (el Kilimanjaro y el monte Elbrús), las dos elevaciones volcánicas que a su vez son los picos más altos de sus respectivos continentes.

## Definiciones
Debido a las diferentes interpretaciones de las fronteras continentales (geológicas, geográficas o geopolíticas), son posibles varias definiciones para las cumbres más altas por continente y el número de continentes. El número de siete continentes utilizado aquí se basa en el modelo utilizado en Europa Occidental y en los Estados Unidos.
Una complicación adicional para determinar las cumbres volcánicas más altas es definir exactamente qué constituye un volcán y qué prominencia debe tener en relación con cualquier pico no volcánico cercano para calificarlo. Para los fines de esta lista, las cumbres deben ser un centro volcánico eruptivo real, no simplemente estar formadas por rocas volcánicas que fueron elevadas por otros procesos geológicos. Además, se ha requerido una prominencia topográfica de al menos 1000 pies (300 m) para que la lista incluya solo montañas volcánicas genuinas y no efluentes menores de lava que se filtraron a la superficie de la Tierra en regiones de gran altitud (véase Asia más abajo).

### África, América del Norte, Antártida
No existe ninguna disputa seria en cuanto a los volcanes más altos de África, América del Norte y de la Antártida, que son respectivamente el Kilimanjaro, el Citlaltépetl y el monte Sidley.

### Oceanía
Aunque hay algunos volcanes menores e inactivos en Australia, esta lista asume que la isla de Nueva Guinea es parte de Oceanía. Numerosos artículos científicos escritos en los años 1970 y 1980 confirman que el monte Giluwe en Papúa Nueva Guinea es de hecho un antiguo volcán erosionado,
a diferencia de las montañas más altas de Nueva Guinea, que son todas de origen no volcánico.
Incluso si este continente se define en cambio como Oceanía (agregando así Nueva Zelanda y Polinesia incluyendo Hawái), Giluwe sigue siendo el volcán más alto, ya que supera la elevación del Mauna Kea en Hawái y de cualquier volcán de Nueva Zelanda.

### Europa
La frontera geográfica generalmente aceptada entre Europa y Asia la constituyen los montes Urales (en el centro de Rusia) y la cordillera del Cáucaso (en la frontera sur de Rusia). Dado que el enorme estratovolcán de dos picos del monte Elbrús se eleva justo al norte de la cresta, es la cumbre más alta de Europa y también el volcán más alto.
Sin embargo, algunos geólogos consideran que la depresión de Kuma-Manych es la frontera geológica entre Asia y Europa. Tal definición dejaría al Elbrus completamente en Asia, convirtiéndolo en el volcán más alto de ese continente (véase abajo) y haciendo del Etna (un estratovolcán activo de 3350 metros en Sicilia, Italia) el volcán más alto de Europa. El pico del Teide en Canarias, aunque activo, es más alto que el Etna y está dentro del territorio de un país europeo, pero no se tiene en cuenta porque geológicamente las Canarias pertenecen al continente africano.

### Sudamérica
Aunque el Aconcagua, el pico más alto de América del Sur y el pico más alto en el hemisferio occidental, tiene un origen volcánico, su punto más alto actual se debe a procesos geológicos más que a ser estrictamente volcánico. Debido a esto, el Aconcagua no se considera un volcán en sí mismo, al menos no como miembro de las Siete Cumbres Volcánicas.
Los mapas topográficos de la región fronteriza entre Argentina y Chile que contiene los picos más altos no poseen gran precisión, con errores de elevación que exceden los 100 metros (330 pies) en muchos casos. Sin embargo, el consenso actual basado en las mediciones más recientes coloca al Nevado Ojos del Salado como el segundo pico más alto y el volcán más alto de América del Sur, significativamente más alto que el monte Pissis.

### Asia
El Damavand, de 5610 m (18 406 pies) de altura, es un estratovolcán aislado muy grande, con más de 4600 m (15 000 pies) de prominencia topográfica.

Hay más de 70 respiraderos volcánicos conocidos como el grupo volcánico Kunlun en el Tíbet, con mayores elevaciones que la cumbre de Damavand, el más alto de los cuales tiene una elevación reportada de 5808 m (19 055 pies) (35.5°N 80.2°E). Los picos de este grupo volcánico no se consideran montañas volcánicas propiamente dichas, sino un tipo de conos piroclásticos. La información sobre estos conos es extremadamente escasa y las elevaciones enumeradas y su prominencia tienen una precisión y fiabilidad desconocidas. Se discute si alguno de estos conos tiene una prominencia por encima de 300 m (1000 pies). Todos los volcanes en la lista que figura a continuación tienen prominencias que exceden con creces ese umbral.

## Siete Cumbres Volcánicas
En la siguiente tabla figuran las Siete Cimas Volcánicas de la Tierra, establecidas de acuerdo con los criterios señalados anteriormente:
| Las Siete Cumbres Volcánicas (ordenadas por elevación) | Las Siete Cumbres Volcánicas (ordenadas por elevación) | Las Siete Cumbres Volcánicas (ordenadas por elevación) | Las Siete Cumbres Volcánicas (ordenadas por elevación) | Las Siete Cumbres Volcánicas (ordenadas por elevación) | Las Siete Cumbres Volcánicas (ordenadas por elevación) | Las Siete Cumbres Volcánicas (ordenadas por elevación) | Las Siete Cumbres Volcánicas (ordenadas por elevación) |
| Volcán                                                 | Elevación                                              | Prominencia                                            | Continente                                             | Cordillera                                             | País                                                   | Coordenadas                                            |                                                        |
| ------------------------------------------------------ | ------------------------------------------------------ | ------------------------------------------------------ | ------------------------------------------------------ | ------------------------------------------------------ | ------------------------------------------------------ | ------------------------------------------------------ | ------------------------------------------------------ |
| Nevado Ojos del Salado                                 | 6893 m (22 615 pies)                                   | 3688 m (12 100 pies)                                   | América del Sur                                        | Cordillera de los Andes                                | Bandera de Argentina · Bandera de Chile                | 27°6′34″S 68°32′32″O / -27.10944, -68.54222            |                                                        |
| Kilimanjaro                                            | 5895 m (19 341 pies)                                   | 5885 m (19 308 pies)                                   | África                                                 | -                                                      | Bandera de Tanzania                                    | 3°4′0″S 37°21′33″E / -3.06667, 37.35917                |                                                        |
| Elbrus                                                 | 5642 m (18 510 pies)                                   | 4741 m (15 554 pies)                                   | Europa                                                 | Cáucaso                                                | Bandera de Rusia                                       | 43°21′9.14″N 42°26′16.35″E / 43.3525389, 42.4378750    |                                                        |
| Citlaltépetl (Pico Orizaba)                            | 5636 m (18 491 pies)                                   | 4922 m (16 148 pies)                                   | América del Norte                                      | Eje Neovolcánico                                       | Bandera de México                                      | 19°1′48″N 97°16′12″O / 19.03000, -97.27000             |                                                        |
| Damavand                                               | 5610 m (18 406 pies)                                   | 4667 m (15 312 pies)                                   | Asia                                                   | Montes Elburz                                          | Bandera de Irán                                        | 35°57′19″N 52°6′33″E / 35.95528, 52.10917              |                                                        |
| Monte Giluwe                                           | 4368 m (14 331 pies)                                   | 2488 m (8163 pies)                                     | Oceanía                                                | Tierras Altas del Sur                                  | Bandera de Papúa Nueva Guinea                          | 6°2′20″S 143°53′10″E / -6.03889, 143.88611             |                                                        |
| Monte Sidley                                           | 4285 m (14 058 pies)                                   | 2517 m (8258 pies)                                     | Antártida                                              | Cordillera Executive Committee                         | Bandera de Antártida                                   | 77°2′24″S 126°6′0″O / -77.04000, -126.10000            |                                                        |

- Nota: Dos de las Siete Cumbres Volcánicas, el Kilimanjaro y el Elbrus, también son miembros de las Siete Cumbres. Ojos del Salado también es miembro de las Siete Segundas Cumbres.

## Escalada
En 2011, Mario Trimeri se convirtió en la primera persona en alcanzar las 12 cimas (el Kilimanjaro y monte Elbrús están en ambas listas) de las Siete Cumbres Volcánicas y de las Siete Cumbres. El alpinista kuwaití Yousef Al Refaie estableció un récord mundial Guinness y se convirtió en el alpinista más joven del mundo y en el primer árabe de Oriente Medio en completar las Siete Cumbres Volcánicas a la edad de 24 años y 119 días, cuando escaló el monte Sidley (de 4285 metros (14 058,4 pies)) en la Antártida el 22 de diciembre de 2021, superando al alpinista indio Satyarup Siddhanta, que había logrado previamente este récord a la edad de 35 años y 261 días. El 9 de diciembre de 2018, tras escalar el Nevado Ojos del Salado, el escalador canadiense Theodore Fairhurst se convirtió en el escalador de mayor edad en escalar las Siete Cumbres y las Siete Cumbres Volcánicas con 71 años y 231 días.
El 4 de julio de 2023, la australiana Caroline Leon completó las Siete Cumbres Volcánicas en el tiempo más rápido, invirtiendo un total de 183 días.